# 小川康則
小川 康則（おがわ やすのり、1968年〈昭和43年〉6月10日 - ）は、日本の自治・総務官僚。

## 来歴
岐阜県生まれ。岐阜県立岐阜高等学校を経て、1991年（平成3年）、東京大学法学部を卒業。同年4月、自治省に入省。同年7月、広島県庁に赴任し、地方課主事を務めた。
1993年（平成5年）からは行政局行政課主査を務め、地方分権推進法の法案化に携わった。1996年（平成8年）からは札幌市調整課長を務め、PPPやPDCAの組み入れに携わった。その後、国税庁の出向を経て、京都府庁に赴任し、地方課長を務めた。2004年（平成16年）からは自治行政局行政課理事官を務め、地方分権改革推進法の立案に携わった。その後、総務省大臣官房秘書課で人事や採用業務に従事し、2009年（平成21年）から岡山県総務部長を務め、人事評価制度の改革、業務のアウトソーシング化を推進した。その後、自治行政局行政経営支援室長、総務省大臣官房広報室長を経て、2016年（平成28年）6月17日、自治行政局市町村課長に就任。2017年（平成29年）8月3日、総務省大臣官房参事官兼企画課政策室長に就任。2019年（令和元年）7月16日、自治行政局公務員部公務員課長兼内閣府地方分権改革推進室参事官に就任。2020年（令和2年）7月20日、自治行政局行政課長に就任。
2021年（令和3年）7月1日、内閣府大臣官房審議官（経済財政運営担当、経済社会システム担当及び地方分権改革担当）兼内閣府休眠預金等活用担当室室長兼内閣府地域就職氷河期世代支援加速化事業推進室次長兼内閣府地方分権改革推進室次長併任内閣府本府道州制特区担当室兼内閣府特定非営利活動法人に係る持続化給付金事前確認連絡調整室長代理兼内閣官房内閣審議官（内閣官房副長官補付）に就任。
2023年（令和5年）7月7日、自治行政局公務員部長に就任。同年9月13日、内閣官房内閣審議官（内閣官房副長官補付）兼内閣官房デジタル行財政改革準備室審議官に就任。
2025年（令和7年）7月1日、自治行政局長に就任。